# Anillos de hierro

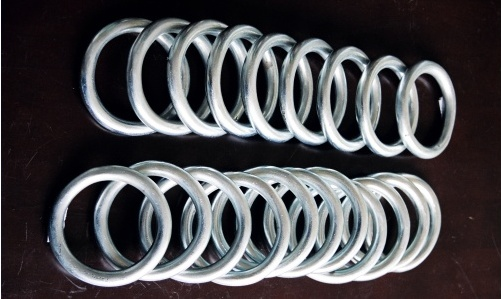
Anillos de hierro usados en el Zi Ran Men.

Los Anillos de hierro son anillos de metal pesado que se utilizan en las artes marciales para diversos fines de entrenamiento. Los anillos de metal tienen una larga historia de uso en Yau Kung Mun, Hung Gar, Zi Ran Men y otros estilos para el entrenamiento con pesas, para endurecer los músculos, la piel o los huesos, o fortalecer los brazos y los puños.

## Tipos de anillos
Hay muchos tipos diferentes de anillos disponibles. El Anillo Chi Sau se utiliza para acondicionar el cuerpo en muchas posturas y ejercicios. Los anillos Chi Sau de cuatro pulgadas de diámetro (100 mm) pesan 600 g; Los anillos de hierro de 130 mm (5 pulgadas) de diámetro pesan 800 g. Algunos anillos de hierro se venden en juegos, como dos anillos pequeños y dos grandes. Algunos anillos están hechos de otros metales como acero o latón, y los anillos de ratán también se utilizan para hacer ejercicio.

## Uso en artes marciales
El entrenamiento en formas chinas se realiza para mejorar la mente y el cuerpo. Para aprovechar al máximo el entrenamiento con formas, el practicante de artes marciales y escritor Stefan Verstappen sugiere que el entrenamiento con formas se realice con "anillos de latón o acero... alrededor de las muñecas y los tobillos para agregar peso durante la ejecución de la forma". Verstappen afirma que “las pesas especiales para muñecas y tobillos pueden ayudar en el desarrollo de los músculos y la resistencia. También se pueden sustituir mancuernas ligeras". Advierte que las personas que entrenan deben "... tener cuidado de no realizar los movimientos demasiado rápido, ya que las pesas tienden a hacer que extiendas demasiado tus técnicas, lo que puede causar lesiones en las articulaciones". Otras formas de mejorar el valor del entrenamiento de formas incluyen entrenar al aire libre en condiciones variadas y utilizando diferentes velocidades.Ying Ching Kuen y las formas externas de Yau Kung Mun se practican con anillos de hierro para desarrollar fuerza, potencia y resistencia.
El estilo de kung fu del sur de China, Hung Gar, es un "estilo duro y fuerte" que utiliza "posturas arraigadas como la postura del caballo (mabu)". Los practicantes de Hung Gar utilizan "... bolsas de arena para fortalecer el agarre, así como anillos de hierro para fortalecer los brazos y los puños apretados".Hung Gar se deriva del sistema de kung fu del Templo Shaolin desarrollado durante la dinastía Ching. El entrenamiento Hung Gar utiliza "... entrenamiento de postura prolongada y muchos ejercicios de respiración isométrica. Para entrenar los puños, los estudiantes usan anillos de hierro que pesan entre 2 y 4 libras en sus brazos. "La fuerza del golpe del estudiante hace que los anillos se deslicen hacia abajo, los brazos chocando contra el dorso de las manos, recordando a los estudiantes que mantengan el "puño apretado".

## En películas de artes marciales
- En la escena inicial de La 36ª Cámara de Shaolin (1978), Gordon Liu practica la forma Hung Gar "Tien Sin Kuen" o "Forma de alambre de hierro" utilizando anillos de hierro.
- En la película El maestro borracho (1978), el actor Jackie Chan usó anillos de hierro mientras practicaba la postura del caballo.
- La película Crippled Avengers (1978) (también conocida como El regreso de los 5 Venenos Mortales) Dao Chang (Lu Feng) describe el uso de anillos de hierro para entrenar y luchar.
- En la película Kung Fu Hustle (2004), los anillos de hierro fueron utilizados por el actor Chiu Chi Ling (un maestro de Hung Gar), quien interpretó el papel de un sastre afeminado que se especializa en luchar con anillos de hierro.
- En la película de Marvel Cinematic Universe (MCU), Shang-Chi y la leyenda de los Diez Anillos (2021), los Diez Anillos se representan como anillos de hierro místicos a diferencia de los anillos que se usan en los dedos en los cómics.[5][6][7]Los Diez Anillos se integraron más tarde en el convencional Universo Marvel.[8]